# The Parley of Instruments
The Parley of Instruments è un gruppo di musica antica inglese con sede a Londra specializzato nella musica rinascimentale e barocca.

## Storia
Fondato nel 1979 da Peter Holman e Roy Goodman, che ne sono diventati direttori, il gruppo prende nome dai concerti che si tenevano a Londra nel 1676 ed erano organizzati dal violinista John Banister.
L'ensemble vanta una ricca discografia che abbraccia l'arco di 30 anni, e include numerose registrazioni di autori inglesi minori del periodo barocco pubblicati nella serie "English Orpheus" della casa discografica Hyperion. Attualmente il gruppo incide per l'etichetta discografica Chandos.